# Глобальный экологический фонд
Глобальный экологический фонд (ГЭФ, англ. Global Environment Facility, GEF) — независимый международный финансовый субъект, чья деятельность реализуется через Программу развития ООН, Программу по окружающей среде ООН, и Всемирный банк. ГЭФ предоставляет фонды для финансирования дополнительных расходов для того, чтобы проект стал экологически привлекательным. Организация создана в 1991 году.
Глобальный экологический фонд объединяет правительства 181 страны для решения глобальных экологических проблем, действуя в партнерстве с международными и неправительственными организациями, а также с частным сектором. Фонд является на сегодняшний день крупнейшим источником финансирования проектов, направленных на улучшение состояния окружающей среды. Будучи независимой финансовой организацией, ГЭФ предоставляет гранты развивающимся странам и странам с переходной экономикой для реализации проектов по тематике биоразнообразия, изменения климата, международных вод, деградации земель, озонового слоя и устойчивых органических загрязнителей. Эти проекты способствуют защите окружающей среды, увязывая экологические проблемы местного, национального и глобального уровней и внося вклад в устойчивое развитие.